# Nader al-Dahabi
Nader al-Dahabi (arabiska: نادر الذهبي), född 7 oktober 1946 i Amman, var mellan november 2007 och december 2009 Jordaniens premiärminister. Han tog över efter Marouf al-Bakhit och efterträddes av Samir Rifai.